# Саая, Майнак Онанович
Майнак Онанович Саая (1 мая 1940 года — 18 января 2007 года, село Мугур-Аксы, Тувинская Народная Республика) — тувинский поэт и прозаик.

## Биография
Саая Майнак Онанович родился 1 мая 1940 года в селе Мугур-Аксы Тувинской Народной Республики. Учился в Мугур-Аксынской семилетней, Бай-Тальской средней школе, окончил историко-филологический факультет  Кызылского Государственного педагогического института. Работал учителем в школах сел Кызыл-Даг, Баян-Тала, Чадан, Мугур-Аксы, директором Шуйской, Мугур-Аксынской средних школ, заведующим отделом народного образования и культуры Монгун-Тайгинского района, заведующим отделом газеты "Эне созу", научным сотрудником в секторе словарей ТНИИЯЛИ, редактором журнала "Улуг-Хем". Руководил литобъединением "Менги чечээ" (Цветок ледника) в Монгун-Тайгинском кожууне. 

## Творчество
Литературную деятельность начал в 1961 году. Первое стихотворение "Оскустун созу" (Слово сироты) опубликовано в газете "Сылдысчыгаш". Первая книга стихов "Доверие" вышла в 1978 году. В последние годы  жизни работал, как прозаик. Он автор таких повестей, как "Салым аагы" (Судьбы изломы, 2000), "Монгун-Тайга - монге чуртум" (Монгун-Тайга - вечная родина моя, 2001), "Чурттаар, чурттаар" (Жить да жить, 2003), "Аа, бокта..." (Боже мой, 2005). Выпустил сказку в стихах "Эротот" (2007). В произведениях затронуты социальные вопросы, поднимаются вопросы гражданственной ответственности, совести, анализируются моральные проблемы. В стихах - пейзажная лирика. На его стихи создано около 20 песен. Является автором нескольких литературно-критических статей. Был членом Союза писателей Республики Тыва.

## Награды и звания
- медаль "100-летие со дня рождения М.А. Шолохова" (2005)

## Основные публикации
- Доверие: стихи, баллады, 1978
- Роса: стихи, 1991
- Задушевная песня моя: стихи, 2001
- Как люблю людей: стихи, поэмы, 2005
- Судьбы изломы: повесть, 2000
- Когда летят журавли: повесть, 2007
- Монгун-Тайга - вечная родина моя: повесть, 2001